# Trevor Carson
Pour les articles homonymes, voir Carson.
 (mars 2018).
Trevor Carson, né le 5 mars 1988 à Downpatrick, est un footballeur international nord-irlandais. Il joue comme gardien de but pour le club de Dundee.

## Carrière

### En club
Formé au Sunderland AFC, il passe une grande partie de sa jeunesse en étant prêté à divers clubs anglais de divisions inférieures. Le 23 mai 2012, il rejoint Bury en League One (D3 anglaise).
Le 6 juin 2017, il rejoint Motherwell, en Scottish Premiership, où il devient gardien titulaire.
Le 5 janvier 2022, il est prêté à Morecambe.
Le 25 mai 2022, il est annoncé qu'il rejoint Saint Mirren.
Le 2 août 2023, il rejoint Dundee. 

### En équipe nationale
Il est sélectionné avec les équipes de jeunes nord-irlandaises, des moins de 17 ans jusqu'aux espoirs.
Il fait ses débuts en équipe d'Irlande du Nord le 24 mars 2018 à l'âge de 30 ans, lors d'un match amical contre la Corée du Sud (victoire 2-1 à Belfast).

## Palmarès
- Finaliste de la Coupe d'Écosse en 2018 avec Motherwell